# Marc Velkeneers
Marc Velkeneers   (Heers, 5 d'agost de 1961), escrit sovint Mark Velkeneers, és un ex-pilot de motocròs flamenc que destacà en competició internacional durant les dècades de 1970 i 1980, essent un dels millors competidors del Campionat del Món de motocròs durant un grapat d'anys. El 1983, formà part de l'equip estatal belga que guanyà la Copa de les Nacions de motocròs.
Velkeneers començà a competir a 14 anys i fou considerat de seguida un dels pilots belgues més prometedors. La seva primera moto fou una Yamaha 125 MX, amb la qual guanyà 10 curses. Canvià després a una Yamaha 175 amb què va disputar el Campionat de Bèlgica de 250cc i hi assolí 15 victòries. A 16 anys debutà en el Campionat de Bèlgica Sènior de 125cc, competició que guanyà el 1978. El 1979 estava a punt de disputar tot el Campionat del Món de 125cc però la FIM li ho impedí en considerar-lo massa jove (encara no havia fet els 18 anys), de manera que hagué d'esperar a 1980 per a poder participar oficialment en aquesta competició. Al començament de la seva carrera, Velkeneers comptava amb el suport de Lucien Tilkens, l'inventor del sistema de suspensió Monoshock de Yamaha.

## Palmarès al Campionat del Món
| Any  | Motocicleta | 500cc | 250cc | 125cc |
| ---- | ----------- | ----- | ----- | ----- |
| 1978 | Yamaha      | -     | -     | 30è   |
| 1979 | Yamaha      | -     | -     | -     |
| 1980 | Yamaha      | -     | -     | 5è    |
| 1981 | Yamaha      | -     | -     | 4t    |
| 1982 | Yamaha      | -     | -     | 5è    |
| 1983 | Gilera      | -     | -     | 6è    |
| 1984 | Gilera      | -     | 4t    | -     |
| 1985 | Maico       | -     | 9è    | -     |
| 1986 | Yamaha      | -     | 12è   | -     |
| 1987 | Honda       | -     | 10è   | -     |
| 1988 | Kawasaki    | -     | 19è   | -     |
| 1989 | Kawasaki    | 22è   | -     | -     |
| 1990 | Kawasaki    | 15è   | -     | -     |
| 1991 | Honda       | 43è   | -     | -     |
| 1992 | Honda       | 30è   | -     | -     |